# Raizeux
Raizeux es una comuna francesa situada en el departamento de Yvelines, en la región de Isla de Francia.

## Demografía
| 280 | 314 | 424 | 530 | 626 | 732 | 966 |
| Para los censos de 1962 a 1999 la población legal corresponde a la población sin duplicidades (Fuente: INSEE [Consultar]) |     |     |     |     |     |     |